# Margaret Hughes (bowls)
Margaret Hughes là một cựu vận động viên bowl sân cỏ quốc tế đến từ Zambia.
Margaret Hughes trở thành cư dân của Zambia năm 1964 và bắt đầu chơi bowling vào năm 1971, cô xuất hiện lần đầu cho Zambia tại Giải vô địch bowl ngoài trời thế giới năm 1985.
Cô đã giành được huy chương đồng trong các cặp tại Giải vô địch bát thế giới ngoài trời năm 1992 ở Ayr với Helen Graham. Cô cũng đã tham dự Đại hội Thể thao Khối thịnh vượng chung năm 1994.